# The Tomorrow People
The Tomorrow People (englisch für ‚Die Menschen von Morgen‘) ist eine US-amerikanische Science-Fiction- und Mystery-Fernsehserie von Roger Price mit Robbie Amell, Luke Mitchell und Peyton List in den Hauptrollen. Es handelt sich um ein Remake der gleichnamigen britischen Serie des Senders ITV aus den 1970er Jahren. Die Serie besteht aus einer Staffel und 22 Episoden und wurde von 2013 bis 2014 von Berlanti Productions, FremantleMedia North America und Warner Bros. Television für den Sender The CW produziert. Die Serie folgt einer Gruppe von jungen Menschen, die besondere übernatürliche Fähigkeiten besitzen und damit die nächste Stufe der Evolution erreichen. Die Erstausstrahlung fand in den Vereinigten Staaten am 9. Oktober 2013 im Anschluss an Arrow bei The CW statt.

## Handlung
Die Serie dreht sich um die sogenannten Tomorrow People, eine Gruppe junger Menschen, die durch natürliche Mutationen den nächsten Schritt in der menschlichen Evolution erreicht haben und über besondere Fähigkeiten wie Teleportation, Telepathie oder Telekinese („die drei Ts“) verfügen. Stephen Jameson ist scheinbar ein ganz normaler Jugendlicher, bis er anfängt, Stimmen zu hören, was zunächst als psychisches Problem angesehen wird. Seine gute Freundin Astrid sorgt sich um ihn und unterstützt ihn. Als er beginnt, sich im Schlaf zu teleportieren und schließlich einer der Stimmen im Kopf nachgibt, führt sie ihn zu John, Cara und Russell, drei anderen Tomorrow People. Durch sie erfährt er, dass auch er dieser besonderen Gruppe der Menschen angehört und findet heraus, dass bereits seine Eltern Tomorrow People waren. Aus Angst vor Verfolgung müssen Stephen und die anderen Tomorrow People ihre Fähigkeiten geheim halten. Die Organisation namens Ultra, die von Dr. Jedikiah Price, Stephens Onkel, angeführt wird und um die Fähigkeiten der Tomorrow People weiß, sieht sie als eine existentielle Bedrohung für die Menschheit an. Die Organisation jagt und foltert Tomorrow People und schreckt nicht davor zurück, sie zu töten. Im Verlauf der Serie lässt Stephen sich als Doppelagent von Ultra anwerben; der Kampf gegen diese Geheimorganisation und die Suche nach weiteren Tomorrow People und der Schutz derselben vor Ultra bestimmen das Leben der Gruppenmitglieder.

## Entstehung und Veröffentlichung
Im November 2012 wurde bekannt, dass Greg Berlanti und Julie Plec daran arbeiten, die britische Science-Fictionserie Tomorrow People für das US-amerikanische Fernsehen umzuschreiben. Die Originalserie wurde zwischen 1973 und 1979 im Vereinigten Königreich gezeigt. Eigenen Angaben zufolge sind auch Berlanti und Plec Fans der Serie, mehr als zehn Jahre hatten die beiden Produzenten schon versucht, die Rechte daran zu erwerben. 2012 erhielten sie den Zuschlag von FremantleMedia, die ihre Produkte normalerweise nicht lizenziert. Im Januar 2013 gab der Sender The CW eine Pilotfolge in Auftrag, erteilte am 10. Mai 2013 dem Projekt grünes Licht und bestellte eine erste Staffel mit 13 Episoden. Am 11. November 2013 wurde die erste Staffel um neun auf 22 Episoden aufgestockt.
Die weibliche Hauptrolle wurde Mitte Februar 2013 an Peyton List vergeben. Einige Tage später wurde die zentrale Hauptrolle mit Robbie Amell besetzt, und Luke Mitchell für die Rolle des John Young, die es auch schon in der Originalserie gab, verpflichtet. Am 25. Februar 2013 wurde Mark Pellegrino für die Rolle des Wissenschaftlers Jedikiah Price gecastet. Im Oktober wurde Alexa Vega für die Rolle der Hillary Cole verpflichtet, die zur Rivalin von Stephen wird. Im Dezember 2013 wurde bekannt, dass Nicholas Young, der die Rolle des  John Young in der Originalserie spielte, eine Nebenrolle in dem Remake erhalten hat.
Die Erstausstrahlung erfolgte am 9. Oktober 2013 auf The CW. Da die Serie im Anschluss an Arrow zu viele Zuschauer verlor, musste sie zum 5. März 2014 ihren Sendeplatz wechseln. Daraufhin lief sie ab dem 17. März 2014 montags vor Star-Crossed. Das Serienfinale wurde am 5. Mai 2014 gezeigt. Kurz darauf gab The CW die Einstellung der Serie nach der ersten Staffel bekannt. Laut dem Medienmagazin Quotenmeter.de hat sich die ProSiebenSat.1 Group die Rechte an der Serie gesichert und entschieden, die Serie zum Sender Sixx zu geben. Dort war die Serie vom 6. Februar 2015 an zu sehen.

## Besetzung
| Rollenname      | Schauspieler      | Bild              | Synchronsprecher |
| --------------- | ----------------- | ----------------- | ---------------- |
| Stephen Jameson | Robbie Amell      | Robbie Amell      | Konrad Bösherz   |
| John Young      | Luke Mitchell     | Luke Mitchell     | Roman Wolko      |
| Cara Coburn     | Peyton List       | Peyton List       | Maria Koschny    |
| Russell Kwon    | Aaron Yoo         | Aaron Yoo         | Jan Makino       |
| Astrid Finch    | Madeleine Mantock | Madeleine Mantock | Maja Maneiro     |
| Jedikiah Price  | Mark Pellegrino   | Mark Pellegrino   | Peter Flechtner  |

| Rollenname                | Schauspieler           | Nebenrolle (Folge) | Synchronsprecher       |
| ------------------------- | ---------------------- | ------------------ | ---------------------- |
| TIM                       | Dan Stevens (Stimme)   | 1–2, 9             | Florian Halm           |
| Jack Jameson/Roger Price  | Jeffrey Pierce         | 1–22               | Frank Schaff           |
| Marla Jameson             | Sarah Clarke           | 1–21               | Anke Reitzenstein      |
| Luca Jameson              | Jacob Kogan            | 1–21               | Christian Zeiger       |
| Darcy Nichols             | Meta Golding           | 2–6                | Vera Teltz             |
| Kurt Rundle               | Nick Eversman          | 2, 5               | Patrick Baehr          |
| Hugh Bathory              | Simon Merrells         | 5–22               | Torsten Michaelis      |
| Morgan Burke              | Carly Pope             | 6–16               | Ursula Hugo            |
| Agent Troy                | Benjamin Hollingsworth | 8–10               | Edwin Gellner          |
| Aldus Crick               | Nicholas Young         | 8–9                | Hans-Jürgen Dittberner |
| Hillary Cole              | Alexa Vega             | 11–21              | Esra Vural             |
| Cassandra „Cassie“ Smythe | Serinda Swan           | 13, 17             | Giuliana Jakobeit      |
| Natalie                   | Leven Rambin           | 20–22              | Anne Helm              |

| Rollenname      | Schauspieler              | Gastrolle (Folge) | Synchronsprecher   |
| --------------- | ------------------------- | ----------------- | ------------------ |
| Tyler Miller    | Burkely Duffield          | 3                 | Nicolás Artajo     |
| Killian McCrane | Jason Dohring             | 4                 | Gerrit Schmidt-Foß |
| Alice           | Elizabeth Hurley (Stimme) | 10, 20            | Melanie Pukaß      |

## Episodenliste
| Nr. | Deutscher Titel                 | Originaltitel          | Erstausstrahlung USA | Deutschsprachige Erstausstrahlung (D) | Regie             | Drehbuch                                                                           |
| --- | ------------------------------- | ---------------------- | -------------------- | ------------------------------------- | ----------------- | ---------------------------------------------------------------------------------- |
| 1   | Die nächste Stufe der Evolution | Pilot                  | 9. Okt. 2013         | 6. Feb. 2015                          | Danny Cannon      | Handlung: Greg Berlanti, Julie Plec & Phil Klemmer Schauspiel: Phil Klemmer        |
| 2   | Doppeltes Spiel                 | In Too Deep            | 16. Okt. 2013        | 6. Feb. 2015                          | Danny Cannon      | Phil Klemmer & Jeff Rake                                                           |
| 3   | Emily                           | Girl, Interrupted      | 23. Okt. 2013        | 13. Feb. 2015                         | Danny Cannon      | Micah Schraft & Pam Veasey                                                         |
| 4   | Töte oder du wirst getötet      | Kill or Be Killed      | 30. Okt. 2013        | 13. Feb. 2015                         | Guy Bee           | Nicholas Wootton & Alex Katsnelson                                                 |
| 5   | Die letzte Party                | All Tomorrow’s Parties | 6. Nov. 2013         | 20. Feb. 2015                         | Nick Copus        | Leigh Dana Jackson & Grainne Godfree                                               |
| 6   | Schwestern                      | Sorry for Your Loss    | 13. Nov. 2013        | 20. Feb. 2015                         | Nathan Hope       | Jeff Rake & Ray Utarnachitt                                                        |
| 7   | Der Kräfte beraubt              | Limbo                  | 20. Nov. 2013        | 27. Feb. 2015                         | Félix Alcalá      | Nicholas Wootton & Micah Schraft                                                   |
| 8   | Thanatos                        | Thanatos               | 4. Dez. 2013         | 6. März 2015                          | Rob Bailey        | Handlung: Greg Berlanti & Phil Klemmer Schauspiel: Phil Klemmer & Alex Katsnelson  |
| 9   | Auf der Schwelle des Todes      | Death’s Door           | 11. Dez. 2013        | 13. März 2015                         | Leslie Libman     | Handlung: Greg Berlanti & Phil Klemmer Schauspiel: Pam Veasey & Leigh Dana Jackson |
| 10  | Die Zitadelle                   | The Citadel            | 15. Jan. 2014        | 20. März 2015                         | Eagle Egilsson    | Jeff Rake & Grainne Godfree                                                        |
| 11  | Schwäche ist Stärke             | Rumble                 | 22. Jan. 2014        | 27. März 2015                         | Nick Copus        | Nicholas Wootton & Ray Utarnachitt                                                 |
| 12  | Rettung in letzter Sekunde      | Sitting Ducks          | 29. Jan. 2014        | 3. Apr. 2015                          | Dermott Downs     | Phil Klemmer & Micah Schraft                                                       |
| 13  | Pakt mit dem Bösen              | Things Fall Apart      | 5. Feb. 2014         | 10. Apr. 2015                         | Michael Schultz   | Alex Katsnelson & Leigh Dana Jackson                                               |
| 14  | Brüder                          | Brother’s Keeper       | 26. Feb. 2014        | 17. Apr. 2015                         | Guy Bee           | Jeff Rake & Grainne Godfree                                                        |
| 15  | Die Bombe im Kopf               | Enemy of My Enemy      | 5. März 2014         | 24. Apr. 2015                         | Steven A. Adelson | Phil Klemmer & Ray Utarnachitt                                                     |
| 16  | Die Stunde der Helden           | Superhero              | 17. März 2014        | 1. Mai 2015                           | Dermott Downs     | Micah Schraft & Alex Katsnelson                                                    |
| 17  | Böses Erwachen                  | Endgame                | 24. März 2014        | 8. Mai 2015                           | Jace Alexander    | Nicholas Wootton & Anderson MacKenzie                                              |
| 18  | Eine Frage des Vertrauens       | Smoke and Mirrors      | 31. März 2014        | 15. Mai 2015                          | Dermott Downs     | Jeff Rake & Leigh Dana Jackson                                                     |
| 19  | Waffenstillstand                | Modus Vivendi          | 14. Apr. 2014        | 22. Mai 2015                          | Oz Scott          | Ray Utarnachitt & Grainne Godfree                                                  |
| 20  | Opfer                           | A Sort of Homecoming   | 21. Apr. 2014        | 22. Mai 2015                          | John Behring      | Jeff Rake & Alex Katsnelson                                                        |
| 21  | Angriff auf Ultra               | Kill Switch            | 28. Apr. 2014        | 29. Mai 2015                          | Dermott Downs     | Micah Schraft & Leigh Dana Jackson                                                 |
| 22  | Das Ende der Menschheit?        | Son of Man             | 5. Mai 2014          | 29. Mai 2015                          | Wendey Stanzler   | Phil Klemmer                                                                       |

## Rezeption
„Durchaus unterhaltsamer Auftakt zu einer Serie mit faszinierender Prämisse. Die Frage wird nun sein: Was wird The Tomorrow People daraus machen? Wird sich die Serie mit Stephen bei den Ultras im Tomorrow-People-der-Woche-Gestrüpp verheddern? Oder wird es gelingen, eine ambivalente Science-Fiction-Geschichte über die Koexistenz zweier menschlicher Spezies auf diesem Planeten zu erzählen?“